# Farr West
Farr West est une municipalité américaine située dans le comté de Weber en Utah. Lors du recensement de 2010, sa population est de 5 928 habitants.

## Géographie
La municipalité s'étend sur 6,04 milles carrés (15,64 km2).

## Histoire
La localité est d'abord nommée West Harrisville par Chauncey W. West, originaire de Harrisville. Elle adopte par la suite le nom de Farr West, pour sa situation à l'ouest du Farrs Fort, un fort nommé en l'honneur du premier président de la congrégation mormone locale Lorin Farr.

## Démographie
La population de Farr West est estimée à 6 755 habitants au 1er juillet 2016.
| Groupe                                  | Farr West | Utah | États-Unis |
| --------------------------------------- | --------- | ---- | ---------- |
| Blancs                                  | 95,3      | 91,1 | 76,9       |
| Métis                                   | 2,0       | 2,5  | 2,6        |
| Afro-Américains                         | 0,9       | 1,4  | 13,3       |
| Amérindiens                             | 0,5       | 1,6  | 1,3        |
| Hawaïens et autres peuples du Pacifique | 0,5       | 1,0  | 0,2        |
| Asiatiques                              | 0,2       | 2,5  | 5,7        |
|                                         |           |      |            |
| Hispaniques et Latino-Américains        | 2,2       | 13,8 | 17,8       |

Le revenu par habitant était en moyenne de 28 506 dollars par an entre 2012 et 2016, au-dessus de la moyenne de l'Utah (25 600 dollars) mais en-dessous de la moyenne nationale (29 829 dollars), malgré un revenu médian par foyer plus élevé (85 923 dollars à Farr West contre 55 322 dollars aux États-Unis). Sur cette même période, 4,6 % des habitants de Farr West vivaient sous le seuil de pauvreté (contre 10,2 % dans l'État et 12,7 % à l'échelle du pays).